# أليكس خيمينيز
أليكس خيمينيز سانشيز (مواليد 8 مايو 2005) لاعب كرة قدم إسباني يلعب كظهير أيمن لنادي إيه سي ميلان في الدوري الإيطالي.

## مسيرة النادي

### ريال مدريد
وُلد خيمينيز في مدريد ونشأ في تالافيرا دي لا رينا، بدأ مسيرته مع الفرق المحلية تالافيرا ويو دي تالافيرا. انضم إلى ريال مدريد في عام 2012، وبدأ مسيرته كجناح أيمن قبل أن ينتقل إلى مركز الظهير الأيمن. لفتت أداؤه في فرق الشباب لريال مدريد انتباه ناديي بايرن ميونخ الألماني وتشيلسي الإنجليزي.
رغم هذا الاهتمام، وقع أول عقد احترافي له مع ريال مدريد حتى عام 2027، مما جعله أحد أعلى اللاعبين أجرًا في ريال مدريد كاستيا.

### إيه سي ميلان
في 25 يوليو 2023، أُعير خيمينيز إلى نادي إيه سي ميلان الإيطالي لموسم 2023–24 مع خيار الشراء، انضم في البداية إلى فريق تحت 19 عامًا. بعد أن تدرب مع الفريق الأول لإيه سي ميلان، تلقى استدعاءه الأول للمباراة التي خسر فيها الفريق 1-0 أمام يوفنتوس في الدوري الإيطالي يوم 23 أكتوبر 2023 وكان على مقاعد البدلاء ولم يشارك.
ظهر خيمينيز لأول مرة كأساسي مع إيه سي ميلان في 2 يناير 2024 ضد نادي كالياري في مباراة فوز 4-1 في كأس إيطاليا على ملعبه.
في 25 مارس 2024، فعل إيه سي ميلان بند خيار الشراء في صفقة خيمينيز مع ريال مدريد، مما جعل الانتقال دائمًا مقابل رسوم تقدر بـ 5,000,000 يورو، مع ضمان ريال مدريد بند إعادة الشراء في المستقبل مقابل رسوم أعلى.

## المسيرة الدولية
مثل خيمينيز إسبانيا في مستويات الشباب الدولية، حيث شارك مع منتخبات تحت 15 سنة وتحت 17 سنة وتحت 19 سنة.

## أسلوب اللعب
يتميز خيمينيز بالقوة والعدوانية في المواجهات، ويشتهر بسرعته الفائقة وقدرته على التوقع ونطاق تمريراته الواسع. يذكر أنه يعجب بلاعب ليفربول الظهير الأيمن ترنت ألكساندر-أرنولد.